# L'Amour en jeu

L'Amour en jeu est un téléfilm français réalisé par Jean-Marc Seban, diffusé le 12 décembre 2011 sur TF1. 

## Synopsis
Un ancien footballeur, devenu paysagiste après avoir été contraint d'abandonner le sport à la suite d'une blessure, se retrouve à entraîner une équipe d'amateurs qui a une chance d'accéder en huitième de finale de la Coupe de France. Sa brusquerie ne rend pas faciles ses premiers échanges avec les joueurs et avec leur charmante kiné. Tous font des efforts, mais la vie n'est pas toujours simple...

## Fiche technique
- Titre : L'Amour en jeu
- Réalisation : Jean-Marc Seban
- Scénario : Emmanuelle Choppin, Olivier Mag, Marie Du Roy, Pierre Monjanel
- Musique : Brice Davoli
- Photographie : Ervin Sanders
- Son : Pierre Donnadieu
- Montage : Marion Dartigues
- Décors : Alain Paroutaud
- Costumes : Robert Isaac
- Production : Eddy Cherki, Martin Pachovsky, Christian Benoist
- Société de production : DEMD Productions[1], TF1
- Pays d'origine :  France
- Format : Couleurs - 1,77:1 - HDTV
- Genre : Comédie romantique
- Date de sortie : 6 décembre 2011, Belgique & Suisse (TSR1) ; 12 décembre 2011, France
- Durée : 105 minutes

## Distribution
- Bruno Madinier : Franck Biasini
- Cristiana Reali : Erika
- Patrick Raynal : Raoul
- Alexandre Varga : Alex
- Renaud Cestre : Charly
- Pierre Deladonchamps : Stan
- Karine Belly : Marlène
- Julie de Bona : Mathilde